# CD+G
O CD+G (CD+Gráficos) é um CD de áudio que contém dados adicionais, tais como letras de músicas e/ou imagens que podem ser exibidos em simultâneo com a música em uma tela. Este formato é aplicado na prática especialmente no CDs de karaokê (músicas + textos aleatórios). Uma forma expandida é a CD+Extended Graphics (Gráficos Estendidos). Ambos os tipos são definidos no padrão Red Book para CDs de áudio.

Para a reprodução é preciso de um dispositivo especial:
- Um Player de CD+G ou Karaoke especial
- Alguns leitores de DVD independente podem tocar CD+G
- Computador com um programa para CD+G, exemplo: Silverjuke; no entanto, nem todas as unidades de CD/DVD podem ler CD+G
- Sega Saturn, Sega Mega-CD, Panasonic/Goldstar 3DO, NEC FX, NEC PC Engine Duo, Atari Jaguar CD, Philips CD-i, Commodore CDTV CD³²
- Um CD player comum pode reproduzir um CD+G como um CD de áudio (somente áudio)